# Pedro de La Rocha
Pedro Francisco de la Rocha (Nicaragua, 1820-1881) fue un médico que llegó a ser Ministro de Gobernación y Justicia de Honduras.

## Vida
Egresó de la facultad de Medicina de la Universidad de León, Nicaragua, el 9 de marzo de 1851. Llegando a Honduras mucho antes, en 1840, cuando este país sucumbía ante un brote de viruela el presidente general Francisco Ferrera lo nombró Jefe de la Junta de Sanidad de Comayagua, que en esa época era la capital del Estado de Honduras.
Fue médico de cabecera junto a los doctores Jesús Bendaña y Manuel Fernández, del general y prócer José Trinidad Cabañas mientras en el mes de diciembre de 1870 se encontraba mal de salud.

## Faceta de historiador
Estando radicado en Honduras, escribo la obra Estudio de la historia de la Revolución de Nicaragua (1874).